# 154 Bertha
154 Bertha este un asteroid din centura principală, descoperit pe 4 noiembrie 1875, de Prosper Henry.